# Liste der Kulturgüter in Leytron
Die Liste der Kulturgüter in Leytron enthält alle Objekte in der Gemeinde Leytron im Kanton Wallis, die gemäss der Haager Konvention zum Schutz von Kulturgut bei bewaffneten Konflikten, dem Bundesgesetz vom 20. Juni 2014 über den Schutz der Kulturgüter bei bewaffneten Konflikten sowie der Verordnung vom 29. Oktober 2014 über den Schutz der Kulturgüter bei bewaffneten Konflikten unter Schutz stehen.
Objekte der Kategorie A sind im Gemeindegebiet nicht ausgewiesen, Objekte der Kategorie B sind vollständig in der Liste enthalten, Objekte der Kategorie C fehlen zurzeit (Stand: 1. Januar 2023).

## Kulturgüter
| Foto |                                                                 | Objekt                                             | Kat. | Typ | Standort                             | Beschreibung |
| ---- | --------------------------------------------------------------- | -------------------------------------------------- | ---- | --- | ------------------------------------ | ------------ |
| ja   | Datei hochladen · Wikidata zu Rossier-Haus (Q29892265)          | Haus Rossier / Maison Rossier KGS-Nr.: 06824       | B    | G   | Route de Chamoson 11 582269 / 115100 |              |
| BW   | Datei hochladen · Wikidata zu Weinkellerei Provins (Q131359271) | Weinkellerei Provins / Cave Provins KGS-Nr.: 17289 | B    | G   | Route de Riddes 29 582394 / 114914   |              |